# المدرسة الوطنية للمهندسين بسوسة
المدرسة الوطنية للمهندسين بسوسة هي إحدى المؤسسات العليا التابعة لجامعة سوسة، وقد نشأت في جويلية 2005.

شعار المدرسة الوطنية للمهندسين بسوسة

## أرقام
طبقا لأرقام السنة الدراسية 2007-2008 يدرس بالمدرسة 431 من بينهم 122 طالبة.

## الاختصاصات
توجد بالمدرسة الوطنية للمهندسين بسوسة الاختصاصات الهندسية التالية:
- الإلكترونيك الصناعي
- الميكالترونيك: ويكون المهندس متعدد الاختصاصات، الميكانيك، الإلكترونيك، الأتوماتيك، الإعلامية.
- الإعلامية التطبيقية.

وهو ما يجعلها تختلف عن مدارس تكوين المهندسين الأخرى.

## وصلة خارجية
موقع المدرسة الوطنية للمهندسين بسوسة.